# Édouard Waintrop
Édouard Waintrop, né le 3 juin 1952, est un critique de cinéma, exploitant de salles et délégué général de la Quinzaine des réalisateurs du Festival de Cannes.

## Biographie
Après s'être occupé du cinéma et du jazz à la Maison populaire de Montreuil à partir de 1974, Édouard Waintrop a travaillé comme critique de cinéma au journal Libération pendant 26 ans. Il est ensuite nommé directeur artistique du Festival international de films de Fribourg. Juré de la Caméra d'or lors du Festival de Cannes 2009, il est appelé, l'année suivante, à assurer la direction des salles de cinéma du Grütli à Genève.
Il est nommé délégué général de la Quinzaine des réalisateurs le 22 juillet 2011.
Il est membre du jury du Festival international du film de Thessalonique 2013, et du jury du Festival international du film de Morelia en 2016.

## Publications
- Le Talmud et la République, avec Frank Eskenazi, Grasset, 1991
- Les Anarchistes espagnols (1868-1981), Denoël, 2012
- « L'anarchisme, une exception espagnole », Bibliobs,‎ 4 juillet 2012 (lire en ligne)